# Зеда Сачіно
Зеда Сачіно (груз. ზედა საჩინო) — село в Грузії.
За даними перепису населення 2014 року в селі проживає 193 особи.